# Fulgurit

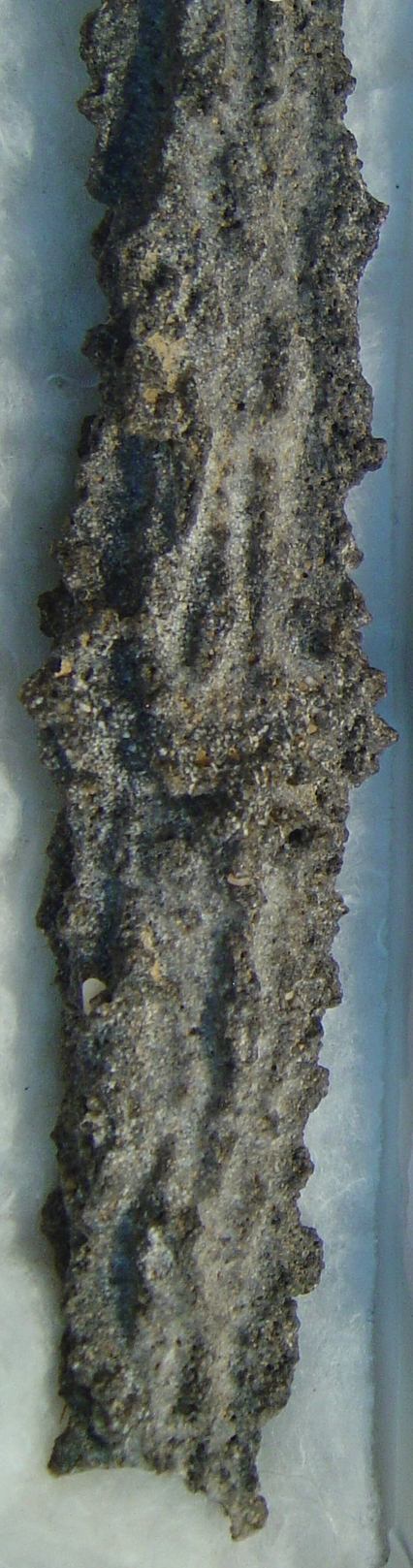
Földből kiemelt, megtisztított fulgurit

A fulgurit egy üvegszerű ásványi anyag, ami villámlás során a földben (ritkábban a földfelszínen) keletkezik. Neve a latin fulgur-ból ered, jelentése „villámlás”. Magyarul villámkőnek is nevezik. Alakja többnyire hosszúkás, csőszerű.

## Leírása
Többnyire homokos, laza talajban keletkezik, amibe a villám becsap, ritkábban nagyfeszültségű vezeték leszakadásakor is. Létrejöttekor a hőmérséklet eléri az 1800 °C-ot, ilyenkor a talajban lévő szilícium-dioxid üvegesre olvad.  A folyamat nagyjából egy másodpercig tart. A talajon és a talajban gyökérszerűen elágazó fraktálforma, Lichtenberg-féle ábra alakul ki. 
Hasonlóan üvegszerű anyag keletkezik meteorit-becsapódás vagy vulkánkitörés alkalmával is, de azok külső megjelenése erősen eltér a fulguritétól.
Átmérője néhány centiméter, hosszúsága elérheti a 15 métert is. Törékenysége miatt nehéz a talajból törés nélkül kiemelni. Alakja többnyire csőszerű, hosszúkás. Az egyik legnagyobb kiállított példány hossza 4 m, ez a Yale Egyetem Peabody Museum of Natural History nevű múzeumában látható.
Színe a talaj összetételétől függ, lehet fekete vagy sötétbarna, de lehet zöld, sárga vagy átlátszó fehér is. Felszíne sima, kisebb göbökkel, dudorokkal, amihez homokdarabkák tapadnak.

## Külső hivatkozások
- Glossary of Meteorology definitions (including Fulgurite)
- Petrified Lightning by Peter E. Viemeister (pdf)
- Mindat with location data
- W. M. Myers and Albert B. Peck, A Fulgurite from South Amboy, New Jersey, American Mineralogist, Volume 10, pages 152-155, 1925
- Vladimir A. Rakov, Lightning Makes Glass, 29th Annual Conference of the Glass Art Society, Tampa, Florida, 1999
- Interview (The Event: Petrified Lightning from Central Florida) with artist Allan McCollum along with an historical archive of sixty-six downloadable PDF's on the subject of fulgurites.
- Binding
- Fulgurites in New Scientist (regisztráció után hozzáférhető)